# مترجم (رایانش)
مترجم یا پردازنده زبان برنامه‌نویسی یک اصطلاح عمومی است که می‌تواند به کامپایلر، اسمبلر یا مترجم یا هر چیزی که کد را از یک زبان به زبان دیگر تبدیل می‌کند اشاره داشته باشد. این موارد شامل ترجمه بین زبانهای رایانه سطح بالا و قابل خواندن توسط انسان مانند C ++ و Java، زبان‌های سطح متوسط مانند جاوا بایت‌کد، زبان‌های سطح پایین مانند زبان اسمبلی و کد ماشین و بین زبان‌هایی با سطوح یکسان روی سکوهای رایانش مختلف، و همچنین از هر یک از این موارد به هر یک از موارد دیگر است. این اصطلاح همچنین برای ترجمه پیاده‌سازی‌های نرم‌افزار به پیاده‌سازی‌های میکروچیپ سخت‌افزاری / ASIC یک برنامه و بالعکس، و همچنین ترجمه از توضیحات نرم‌افزاری یک میکروچیپ به دروازه‌های منطقی مورد نیاز برای ساخت آن و بالعکس استفاده می‌شود. 
نمونه‌هایی از انواع متداول مترجم‌های زبان‌های رایانه‌ای شامل مترجمان، کامپایلرها و دی‌کامپایلرها، اسمبلرها و دیس‌اسمبلرها است.